# تصوير جصي

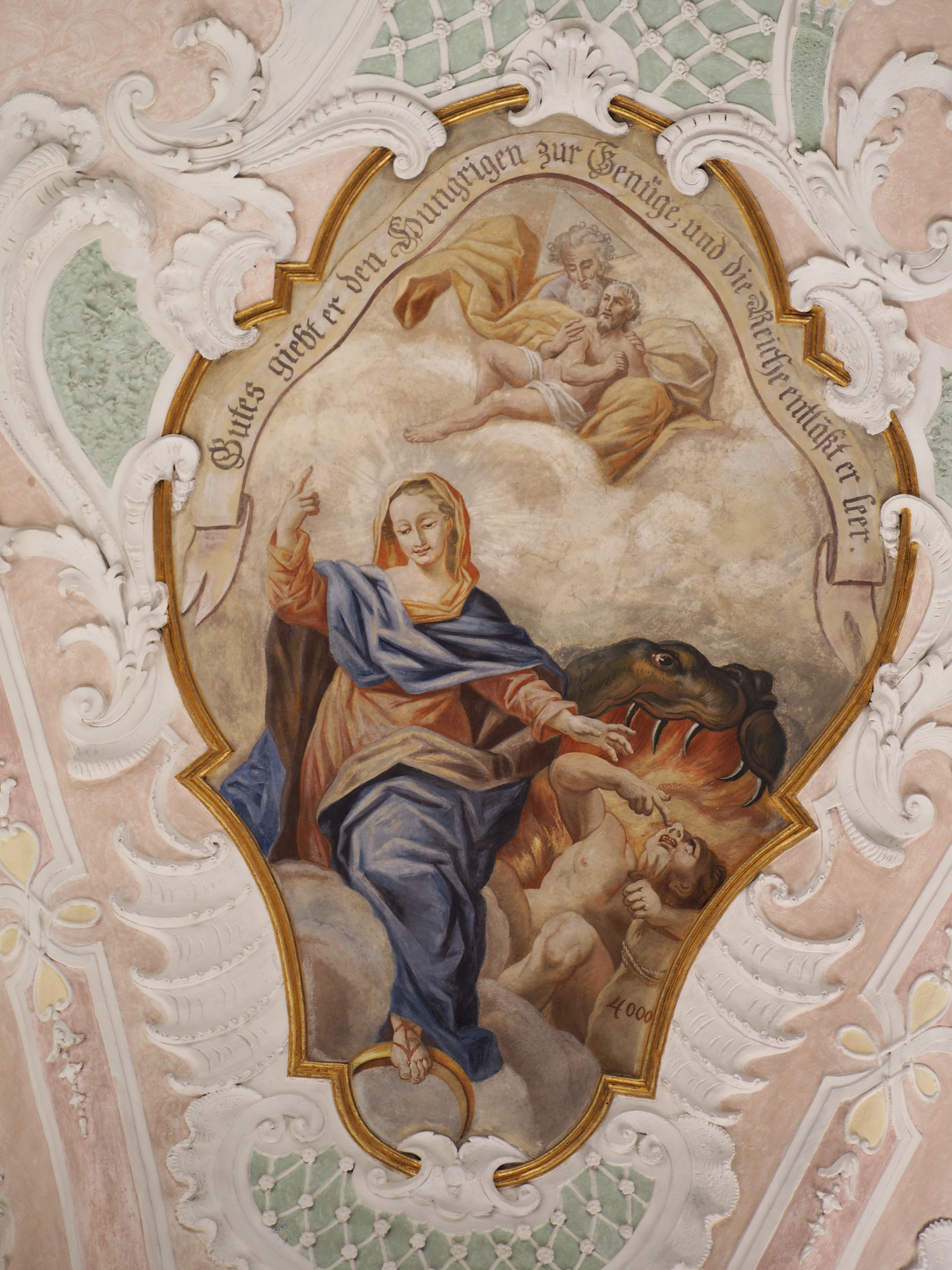
تصوير جصي من بفارية في ألمانيا

التصوير الجصي أو الرّسم الجصي أو الرّسم الجُدراني أو اللوحة الجدارية أو الفرسك أو الفريسك أو المظلم أو فريسكو، هو أحد أشكال الفن التي يُستخدم فيها الجص مادةً لتمليط أو تجصيص سقف أو جدران فنيًّا. كلمة فريسكو جاءت من الكلمة الإيطالية affresco والتي تعني غض أو طري.

## تاريخ التصوير الجصي
تاريخ التصوير الجصي غير واضح لكن العديد من أعمال التصوير الجصي وُجدت في حوض المتوسط وخصوصاً في مصر والمغرب. ووجدت أعمال في اليونان والهند وغيرها. أما بالنسبة للمشرق العربي فقد وجدت بعض من أعمال التصوير الجصي في قصر عمرة في الأردن تعود للحقبة الأموية. أما لعصر النهضة في أوروبا فقد سجلت العديد من أعمال التصوير الجصي التي بقي أثرها واضحاً في الفن مثل جدارية العشاء الأخير ليوناردو دا فينشي وعدد من جداريات الفاتيكان وإيطاليا.

## معرض الصور

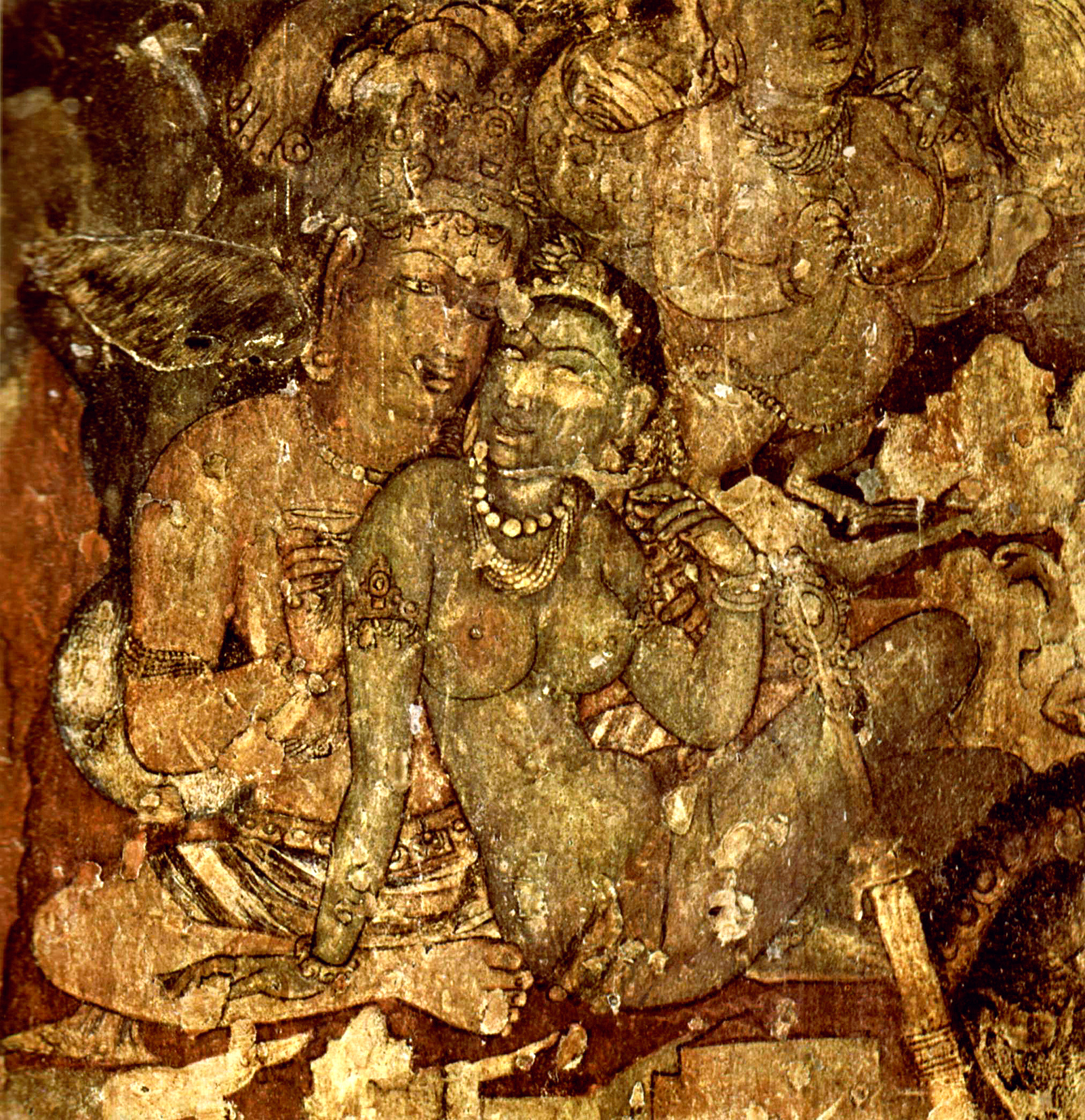
تصوير جصي من القرن السادس الميلادي من الهند
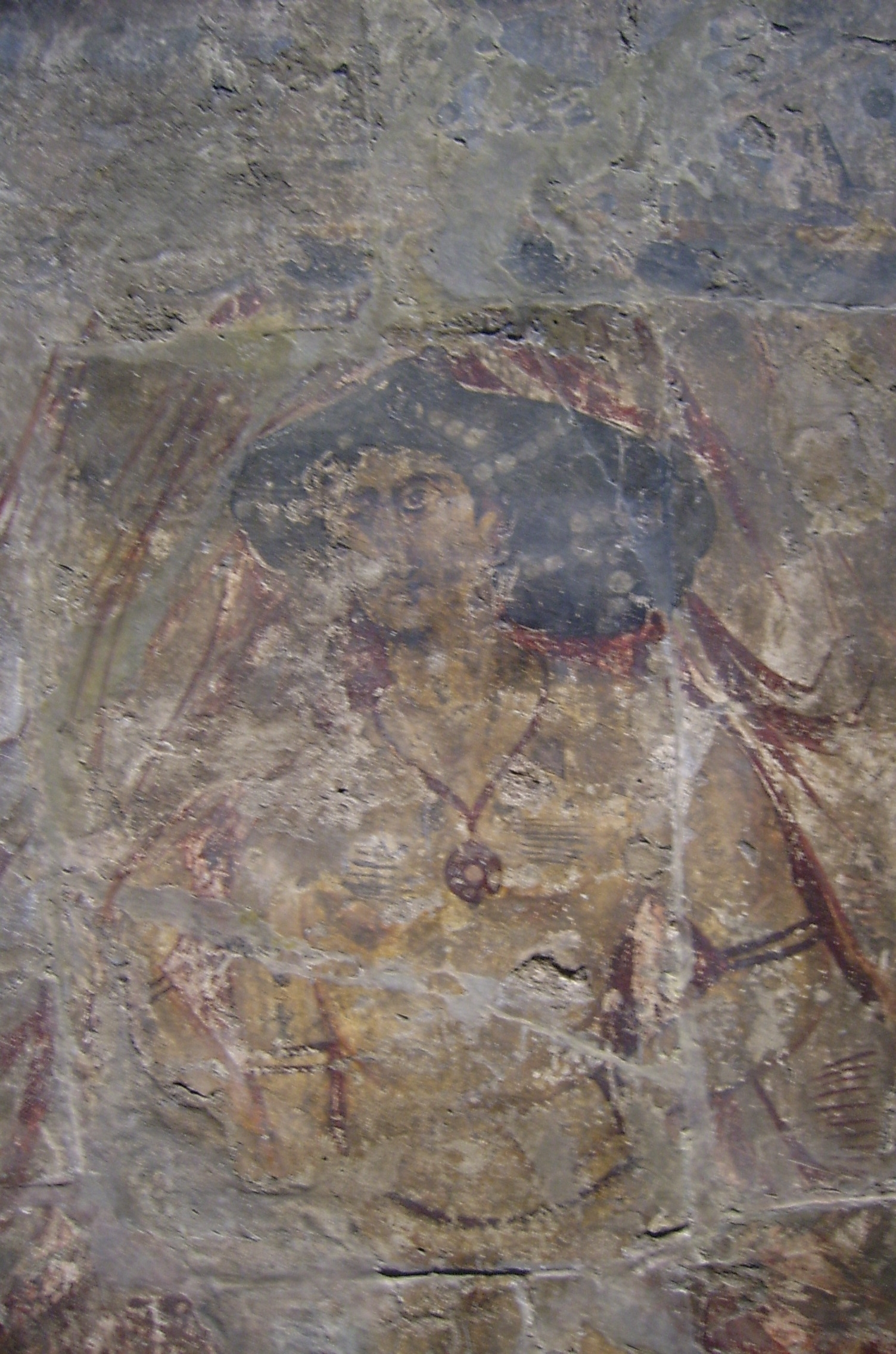
تصوير جصي عربي من قصر عمرة الأموي في الأردن
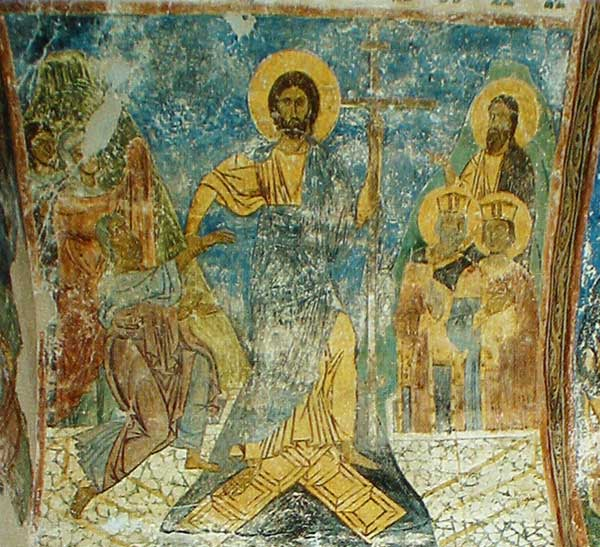
تصوير جصي لإحدى الكنائس المسيحية في روسيا
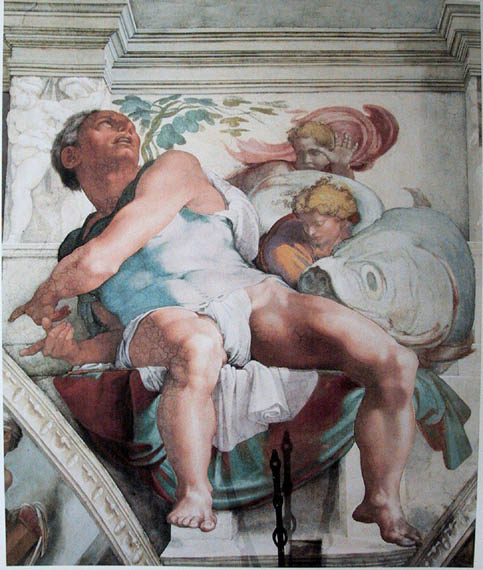
تصوير جصي في إحدى كنائس الفاتيكان، يعود لعصر النهضة.
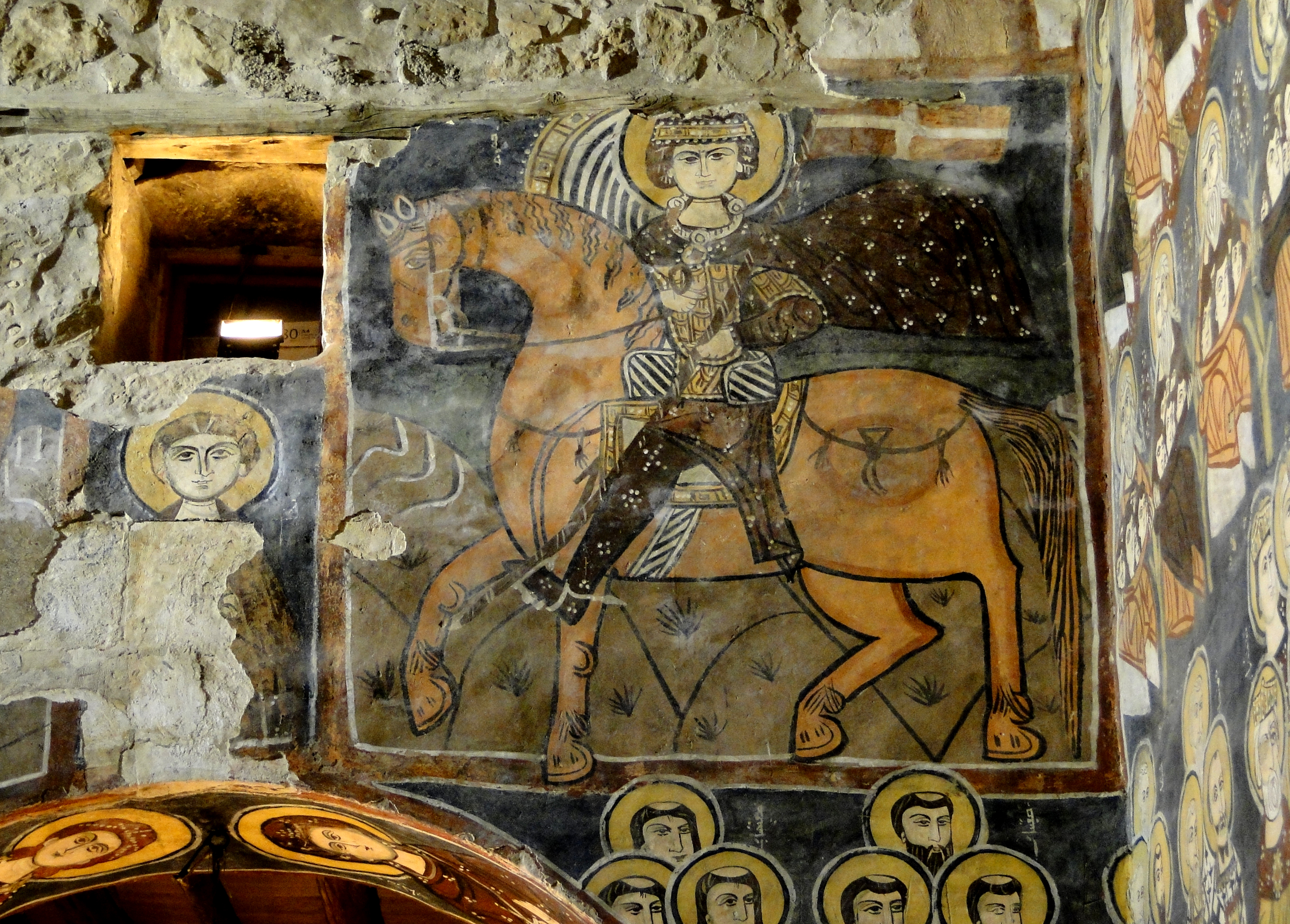
صورة من دير مار موسى الحبشي في سوريا